# Bitka za Singapur
Bitka za Singapur vođena je od 31. siječnja do 15. veljače 1942., a predstavljala je najveći britanski poraz u povijesti.
U 19. stoljeću Britanci su ovladali ovim značajnim otokom što im je omogućilo da kontroliraju pomorski promet i trgovinu u jugoistočnom dijelu Azije. Više od 100 godina njihova prevlast je bila potpuna. 1930-ih ojačao je japanski imperijalizam koji je počeo ugrožavati kolonije europskih sila. Tako je na Singapuru izgrađen niz fortifikacija kako bi se spriječio japanski desant s mora. Britanci su Singapur proglasili novim Gibraltarom kako bi naglasili da je neosvojiv. 
Japanci su pripremali vlastite snage za jednu od svojih najvećih pobijeda u povijesti. Singapur je bio bombardiran već 8. prosinca 1941. (zbog vremenske razlike to se dogodilo istodobno s početkom napada na Pearl Harbour). Britanci su na japansku flotu poslali bojni brod Prince of Wales i tešku krstaricu Repulse, no oba broda su Japanci potopili s oko 90 aviona poslanih iz baza u okupiranoj Francuskoj Indokini. Britanci su smatrali da im najveća prijetnja dolazi od direktnog pomorskog desanta na otok. Japanci su se naprotiv iskrcali u Malaji i Tajlandu te s lakoćom pobijedili britanske, australske i indijske postrojbe nenavikle na borbe u prašumi. Singapur je na kraju napadnut sa sjeverne strane odakle britanski stratezi prije rata nisu očekivali neprijatelja. 14. veljače 1942. sve je bilo gotovo - britanski zapovjednik Percival predao se japanskom generalu Yamashiti. Winston Churchill je bio veoma ljut jer je Percivalu naredio da se bori do posljednjeg čovjeka.
Na kraju su Japanci izgubili oko 9 000 poginulih u borbama za Malaju i Singapur dok je Britansko carstvo izgubilo 120 000 ubijenih i zarobljenih vojnika. Poraz je za Britance bio još veći ako se uzme u obzir da je broj japanskih vojnika u borbama bio manji od britanskih snaga.

## Vanjske poveznice
Sestrinski projekti
|  | Zajednički poslužitelj ima stranicu o temi Bitka za Singapur    |
|  | Zajednički poslužitelj ima još gradiva o temi Bitka za Singapur |